# 上福元直人
上福元 直人（かみふくもと なおと、1989年11月17日 - ）は、千葉県千葉市若葉区出身のプロサッカー選手。Jリーグ・湘南ベルマーレ所属。ポジションはゴールキーパー（GK）。

## 来歴
順天堂大学4年次在学中の2011年8月4日に特別指定選手として大分トリニータに登録され、卒業後の2012年から大分へ正式加入した。
2013年5月8日に当時JFL所属のFC町田ゼルビアへ期限付き移籍したが公式戦出場機会はなく約2ヶ月後の7月1日に大分に復帰。
復帰後も公式戦出場の無い日々が続いたが、ベンチ入りを果たした2015年7月18日のJ2第24節・長崎戦で当初スタメン予定だった武田洋平が試合前のウォーミングアップで負傷した為、急遽スタメンとなりJリーグ初出場を果たした。後半に失点を喫するも試合は2-1で勝利し、自らのデビュー戦を白星で飾った。その後武田がスタメンに復帰するまでの8試合に出場。
J3に降格して迎えた2016年は、武田が名古屋に移籍したこともあって開幕戦の長野戦からスタメン出場を続けるも、第20節・福島戦以降は修行智仁にスタメンを奪われ出場機会が無かった。それでも同年12月開催のJリーグアウォーズにおいてMYアウォーズのJ3リーグ部門ベストイレブンに選出された。
2017年は開幕から2試合は同年新加入の高木駿がGKのスタメンを務めたが、第3節・山口戦でスタメンを奪った。その後第41節・徳島戦で再び高木にポジションを明け渡すまでスタメンを守り続け、総出場数は自己最多の38試合となった。
2018年、東京ヴェルディへ完全移籍。リーグ戦では自身初のフルタイム出場を果たした。12月2日のJ1参入プレーオフ2回戦・横浜FC戦では、0-0で迎えた後半51分に東京Vのコーナーキックの場面で攻撃参加をすると、キッカー佐藤優平のボールにヘディングで合わせた。このシュートは相手GK南雄太に防がれたが、こぼれ球をドウグラス・ヴィエイラが詰めてゴールとなり、決定戦進出に繋がる決勝点を演出した形となった。翌2019年もリーグ戦全試合にフルタイム出場を果たした。
2020年、徳島ヴォルティスへ完全移籍。一時長谷川徹にポジションを明け渡すも通年で先発出場を続け、徳島の8シーズンぶりとなるJ1昇格及びJ2優勝の原動力となった。
2022年、京都サンガF.C.へ完全移籍。開幕から守護神の座を確保し、1年を通してレギュラーとして活躍。出場停止を受けた試合を除き31試合に出場。チームはJ1参入プレーオフに出場するも最少失点で抑え、J1残留に貢献した。
2023年、川崎フロンターレへ完全移籍。この年はチョン・ソンリョンとポジションを争いながら、12試合に出場した。
2024年8月1日、湘南ベルマーレへ完全移籍。加入後は韓国代表ソン・ボムグンから即座にポジションを奪うと、シーズン終了までの全11試合に出場した。2025年も正GKとして開幕から6月14日の対FC町田ゼルビア戦までフル出場したが、練習中にアキレス腱を断裂する重傷を負い、シーズン中の復帰が困難となった。このため、7月1日に県内の横浜F・マリノスからポープ・ウィリアムを獲得している。

## 人物・エピソード
- 実兄・上福元俊哉は日本フットサルリーグ・立川・府中アスレティックFCなどに所属した元フットサル選手である[14]。
- プロ野球選手の岩嵜翔（オリックスバファローズ）は高校時代の同級生であり、過去には自主トレを共に行った経験がある[15]。

## 所属クラブ
- 北貝塚フットボールクラブ
- 千葉SC美浜
- 2005年 - 2007年 船橋市立船橋高等学校
- 2008年 - 2011年 順天堂大学
  - 2011年 大分トリニータ（特別指定選手）
- 2012年 - 2017年 大分トリニータ
  - 2013年5月 - 同年6月 FC町田ゼルビア （期限付き移籍）
- 2018年 - 2019年 東京ヴェルディ
- 2020年 - 2021年 徳島ヴォルティス
- 2022年 京都サンガF.C.
- 2023年 - 2024年8月 川崎フロンターレ
- 2024年8月 - 湘南ベルマーレ

## 個人成績
| 国内大会個人成績 | 国内大会個人成績 | 国内大会個人成績 | 国内大会個人成績 | 国内大会個人成績 | 国内大会個人成績 | 国内大会個人成績 | 国内大会個人成績 | 国内大会個人成績 | 国内大会個人成績 | 国内大会個人成績 | 国内大会個人成績 |
| 年度             | クラブ           | 背番号           | リーグ           | リーグ戦         | リーグ戦         | リーグ杯         | リーグ杯         | オープン杯       | オープン杯       | 期間通算         | 期間通算         |
| 年度             | クラブ           | 背番号           | リーグ           | 出場             | 得点             | 出場             | 得点             | 出場             | 得点             | 出場             | 得点             |
| 日本             | 日本             | 日本             | 日本             | リーグ戦         | リーグ戦         | リーグ杯         | リーグ杯         | 天皇杯           | 天皇杯           | 期間通算         | 期間通算         |
| ---------------- | ---------------- | ---------------- | ---------------- | ---------------- | ---------------- | ---------------- | ---------------- | ---------------- | ---------------- | ---------------- | ---------------- |
| 2010             | 順大             | 21               | -                | -                | -                | -                | -                | 2                | 0                | 2                | 0                |
| 2012             | 大分             | 31               | J2               | 0                | 0                | -                | -                | 0                | 0                | 0                | 0                |
| 2013             | 大分             | 31               | J1               | 0                | 0                | 0                | 0                | -                | -                | 0                | 0                |
| 2013             | 町田             | 39               | JFL              | 0                | 0                | -                | -                | -                | -                | 0                | 0                |
| 2013             | 大分             | 31               | J1               | 0                | 0                | -                | -                | 0                | 0                | 0                | 0                |
| 2014             | 大分             | 21               | J2               | 0                | 0                | -                | -                | 0                | 0                | 0                | 0                |
| 2015             | 大分             | 21               | J2               | 8                | 0                | -                | -                | 1                | 0                | 9                | 0                |
| 2016             | 大分             | 21               | J3               | 19               | 0                | -                | -                | 2                | 0                | 21               | 0                |
| 2017             | 大分             | 21               | J2               | 38               | 0                | -                | -                | 0                | 0                | 38               | 0                |
| 2018             | 東京V            | 21               | J2               | 42               | 0                | -                | -                | 0                | 0                | 42               | 0                |
| 2019             | 東京V            | 21               | J2               | 42               | 0                | -                | -                | 0                | 0                | 42               | 0                |
| 2020             | 徳島             | 21               | J2               | 37               | 0                | -                | -                | 2                | 0                | 39               | 0                |
| 2021             | 徳島             | 21               | J1               | 34               | 0                | 0                | 0                | 0                | 0                | 34               | 0                |
| 2022             | 京都             | 21               | J1               | 31               | 0                | 2                | 0                | 0                | 0                | 33               | 0                |
| 2023             | 川崎             | 99               | J1               | 12               | 0                | 5                | 0                | 1                | 0                | 18               | 0                |
| 2024             | 川崎             | 99               | J1               | 8                | 0                | 0                | 0                | 1                | 0                | 9                | 0                |
| 2024             | 湘南             | 99               | J1               | 11               | 0                | -                | -                | -                | -                | 11               | 0                |
| 2025             | 湘南             | 99               | J1               |                  |                  |                  |                  |                  |                  |                  |                  |
| 通算             | 日本             | 日本             | J1               | 96               | 0                | 7                | 0                | 2                | 0                | 105              | 0                |
| 通算             | 日本             | 日本             | J2               | 167              | 0                | -                | -                | 3                | 0                | 170              | 0                |
| 通算             | 日本             | 日本             | J3               | 19               | 0                | -                | -                | 2                | 0                | 21               | 0                |
| 通算             | 日本             | 日本             | JFL              | 0                | 0                | -                | -                | -                | -                | 0                | 0                |
| 通算             | 日本             | 日本             | 他               | -                | -                | -                | -                | 2                | 0                | 2                | 0                |
| 総通算           | 総通算           | 総通算           | 総通算           | 282              | 0                | 7                | 0                | 9                | 0                | 298              | 0                |

| 国際大会個人成績 | 国際大会個人成績 | 国際大会個人成績 | 国際大会個人成績 | 国際大会個人成績 |
| 年度             | クラブ           | 背番号           | 出場             | 得点             |
| AFC              | AFC              | AFC              | ACL              | ACL              |
| ---------------- | ---------------- | ---------------- | ---------------- | ---------------- |
| 2023-24          | 川崎             | 99               | 1                | 0                |
| 通算             | AFC              | AFC              | 1                | 0                |

※2011年 特別指定選手としての出場は無し
その他の公式戦
- 2018年
  - J1参入プレーオフ 3試合0得点

- J2初出場 - 2015年7月18日 第24節 V・ファーレン長崎戦（大分銀行ドーム）
- J3初出場 - 2016年3月13日 第1節 AC長野パルセイロ戦 （同上）

## タイトル

### クラブ
船橋市立船橋高等学校
- 全国高等学校総合体育大会：1回（2007年）

順天堂大学
- 関東大学サッカーリーグ戦2部：1回（2009年）
- 千葉県サッカー選手権大会（天皇杯千葉県予選）：2回（2009年、2010年）

大分トリニータ
- J3リーグ：1回（2016年）

徳島ヴォルティス
- J2リーグ：1回（2020年）

川崎フロンターレ
- 天皇杯 JFA 全日本サッカー選手権大会：1回（2023年）

### 個人
- J3リーグMYアウォーズ ベストイレブン：1回（2016年[5]）

## 選抜歴
- 2011年 関東大学選抜